# Кучинівка
Кучи́нівка — старовинне село в Україні, у Сновській міській громаді, Корюківського району  Чернігівської області. Розташоване на автошляху Сновськ—Чернігів.
Дерев'яна церква 19 ст. (поновлена у 2003 р.). Тваринницьке агропромислове господарство, середня школа.

## Географія
Селом протікає річка Домна, ліва притока Снові.

## Історія
Місце запеклих військових дій у вересні 1941 р. (контрудар радянських військ, так звана Рославльсько-Новозибківська операція), а також у вересні 1943 р. (помітні залишки земляних укріплень у лісі на схід від села). В селі прожив останні роки життя і помер поет-дисидент Леонід Терехович.
12 червня 2020 року, відповідно до розпорядження Кабінету Міністрів України № 730-р «Про визначення адміністративних центрів та затвердження територій територіальних громад Чернігівської області», увійшло до складу Сновської міської громади.
19 липня 2020 року, в результаті адміністративно-територіальної реформи та ліквідації Сновського району, село увійшло до складу Корюківського району.

## Населення
Згідно з переписом УРСР 1989 року чисельність наявного населення села становила 2129 осіб, з яких 934 чоловіки та 1195 жінок.
За переписом населення України 2001 року в селі мешкало 1612 осіб.

### Мова
Розподіл населення за рідною мовою за даними перепису 2001 року:
| Мова       | Чисельність | Відсоток |
| ---------- | ----------- | -------- |
| українська | 1607        | 98,83%   |
| російська  | 18          | 1,11%    |
| білоруська | 1           | 0,06%    |
| Усього     | 1626        | 100%     |

## Особистості
Тут народилися:
- Мірошниченко Микола Степанович (нар. 1944) — учений-біофізик.
- Міщенко Феодосій Іванович (нар. 1938) — український живописець.
- Мелащенко Микола Володимирович (1911—1998) — Герой Радянського Союзу.